# Nokia 2110
Nokia 2110 — сотовый телефон финской компании Nokia Corporation 1994 года выпуска с монохромным дисплеем. Один из самых популярных телефонов, выпускавшихся до 1999 года.

## Внешний вид
Телефон имеет довольно большой для своего времени трехстрочный дисплей. Вверху находится выдвижная антенна и кнопка включения/выключения. По бокам находятся клавиши регулирования громкости, двухкнопочный джойстик и другие стандартные клавиши. Размеры — 148 × 56 × 25 мм. Вес — 236 г. Динамик находится вверху. Панели — сменные. Самая популярная — «Новогодняя».

## Функциональность
Для 1994 и 1995 годов возможности мобильного телефона Nokia 2110 были очень большими — звонок, SMS, калькулятор, секундомер, будильник, а также до 100 записей в телефонном справочнике и время разговора 1,4 ч. Стандарт связи — GSM 900.

## Факты
- Nokia 2110, несмотря на свою дороговизну и отсутствие русского языка, получил широкое распространение в России.
- Из-за большой стоимости его иногда называют «телефоном для новых русских».
- Nokia 2110i была выпущена только в 1996 году.
- Это первый телефон Nokia, использовавший мелодию звонка Nokia tune в монофоническом варианте.
- Одной из мелодий на этом телефоне является «Säkkijärven Polkka».